# Cnemidophorus hyperythrus
Cnemidophorus hyperythrus är en ödleart som beskrevs av  Cope 1864. Cnemidophorus hyperythrus ingår i släktet Cnemidophorus och familjen tejuödlor. IUCN kategoriserar arten globalt som livskraftig.

## Underarter
Arten delas in i följande underarter:
- C. h. beldingi
- C. h. carmenensis
- C. h. espiritensis
- C. h. franciscensis
- C. h. hyperythrus
- C. h. pictus
- C. h. caeruleus
- C. h. danheimae
- C. h. schmidti